# Pseudoplumarella
Pseudoplumarella is een geslacht van neteldieren uit de klasse van de Anthozoa (bloemdieren).

## Soorten
- Pseudoplumarella corrucans (Thomson & Mackinnon, 1911)
- Pseudoplumarella echidna Bayer, 1981
- Pseudoplumarella filicoides (Thomson & Mackinnon, 1911)
- Pseudoplumarella thetis (Thomson & Mackinnon, 1911)
- Pseudoplumarella versluysi (Thomson & Mackinnon, 1911)